# Darksiders II
 (juillet 2016).
Si vous disposez d'ouvrages ou d'articles de référence ou si vous connaissez des sites web de qualité traitant du thème abordé ici, merci de compléter l'article en donnant les références utiles à sa vérifiabilité et en les liant à la section « Notes et références ».
Darksiders II est un jeu vidéo d'action-aventure avec un côté beat them all développé par Vigil Games et édité par THQ en 2012 sur PlayStation 3, Xbox 360, Wii U et sur Windows.
Suivant une aventure parallèle aux évènements de Darksiders premier du nom, le joueur incarne Mort (ou Death en version anglaise), le plus ancien des quatre cavaliers de l'Apocalypse. Il évolue au sein d'un monde ouvert, vaste et dangereux.
Le jeu est porté, dans une version améliorée intitulée Darksiders II: Deathinitive Edition, sur PlayStation 4 et Xbox One en 2015. Une suite intitulée Darksiders III est sortie en 2018.

## Trame

### Synopsis
À l’aube du monde, on donna aux anges le paradis, un empire obscur aux démons, et tout un monde aux hommes. Le Conseil Ardent, entité chargée par le Créateur de préserver l’essence même de l’existence, décréta que l’Univers avait besoin d’ordre et d’harmonie.
Mais l’Équilibre a été rompu, le Cavalier rouge Guerre est accusé d'avoir déclenché l'Apocalypse trop tôt, menant à la destruction de la Terre avant son heure. Il est donc en cours de jugement au Conseil Ardent, qui cherche sa future peine. Pour sauver l’honneur de son frère et clamer son innocence, le second Cavalier, Mort, se mit en route.

### Histoire
Jaloux de la décision de confier l’Éden aux premiers hommes. Les Nephilims, hybrides maudits d’anges et de démons, lancèrent une guerre sanglante contre le reste de la Création. Inquiets des conséquences de leurs conquêtes sur l’Équilibre, quatre d’entre eux : Death, War, Strife et Fury, se lassèrent du carnage. Un pacte fut alors conclu : les Quatre serviraient le Conseil Ardent, en échange d’un pouvoir inimaginable. Ainsi apparut la redoutable confrérie des Cavaliers, et leur première tâche fut d’aider à l’extermination de leurs frères Nephilims, et de détruire leurs âmes.
Alors que War est en attente de jugement pour ses crimes, le Cavalier pâle Death, persuadé de l’innocence de son frère, se lance dans une mission personnelle pour trouver un moyen de libérer War et sauver l'humanité. Il chevaucha le Voile Glacé, dimension perdue entre les trois royaumes, en quête du Gardien des Secrets également connu sous le nom de Vieux Corbin. Pour restaurer l'humanité, Death doit aller à l'Arbre de Vie. Mais le Vieux Corbin refuse de lui ouvrir le portail. En effet malgré les ordres du Conseil Ardent, Death a préservé dans une amulette les âmes des Nephilims tués pendant la guerre, et en a donné la garde au Vieux Corbin. Depuis elles ne cessent de le tourmenter, il ordonne donc à Death de détruire l’amulette mais celui-ci refuse. S’ensuit un combat durant lequel l'amulette se brise et embarque les âmes dans la poitrine même de Death, l'assommant et l'envoyant dans un portail créé par la mort du Vieux Corbin.
Death se réveille dans les Terres de la Forge, un monde peuplé par des êtres physiquement imposants, les Fondateurs, bâtisseurs de tous les mondes. Il apprend que leur monde et bien d'autres ont été envahis par la Corruption, une force obscure qui gangrène et détruit peu à peu toute la Création. Une immense créature corrompue bloque la voie à l'Arbre de Vie. Les Fondateurs ont conçu un Gardien massif, le Goliath, pour lutter contre la Corruption, mais il n’a pas été achevé en raison des menaces environnantes. Avec l'aide des Fondateurs, Death finit par atteindre le Gardien, mais lors de son activation, celui-ci est entaché par la Corruption et se déchaîne. Death combat alors le Goliath et le détruit, lui permettant d'être remonté sans Corruption par le sacrifice d'Eideard, l'un des Fondateurs. Puis le Gardien s'autodétruit en libérant le passage vers l'Arbre de Vie.
En arrivant à l’entrée, Death est saisi par la Corruption et est entraîné dans l'Arbre. Là-bas, Death est accosté par la forme sombre d'Absalom, le premier Nephilim, dont la haine a perduré au-delà de son assassinat des mains de Death et causé la Corruption, ce qui lui permet de prendre sa revanche sur la Création.
Death est transporté vers le Royaume des Morts, où il rencontre un marchand nommé Ostegoth. Il lui apprend que l’Arbre n’est qu’un portail vers d’autres mondes où il existe sous différentes formes. Et que pour ressusciter l'humanité, Death doit trouver le Puits des Âmes, et à cette fin, il doit parler avec le Baron des Os. Après avoir terminé plusieurs épreuves pour obtenir audience et prouver sa valeur, Death est amené à la Cité des Morts, lieu où résident toutes les âmes des défunts. Arrivé au fin fond de la Cité, Death rencontre celui qui pourra l’aider : le Vieux Corbin.
Il lui apprend que le Puits des Âmes a le pouvoir sur la vie et la mort, et que les esprits de tous les êtres vivants peuvent y être nettoyés et renouvelés puis envoyés à renaître. Mais afin d'y accéder, deux clés sont nécessaires : l'une gardée par les anges et celle tenue par les démons. Death se demande pourquoi lui et les autres Cavaliers n’étaient pas mis au courant de telles choses alors qu’ils se battent au nom de l’Équilibre, à laquelle le Vieux Corbin lui répond que le pouvoir doit être tempéré par l'ignorance, et que le Conseil Ardent craignait ce que les Cavaliers pourraient faire si jamais ils apprenaient la vérité sur la puissance du Puits, comme essayer de ressusciter leur peuple.
Death partit chercher d'abord la clé détenue par les anges et est envoyé à un endroit appelé Lumenex, avant-poste aux frontières de la Cité Blanche, atteint par la Corruption. Dans la Flèche de Cristal il rencontre l'Archon, qui lui indique qu’il trouvera ses réponses dans la Citadelle d'Ivoire, lieu qui abrite les archives de toute la Création, mais qui est plongée dans l'obscurité et la Corruption. Afin de pouvoir lui ouvrir la voie, l'Archon envoie Death sur Terre où se trouve le bâton d’Arafel, une puissante arme sainte capable de repousser les ténèbres. Sur Terre, Death rencontre des survivants des Gardiens des Enfers dirigés par Uriel. Avec leur aide, il remonta le bâton brisé. Une fois à la Citadelle d'Ivoire, Death combat Jamaerah le Scribe qui lui révéla que c’est l’Archon qui possède la clé des anges depuis le début, que la Corruption est venue de lui et qu’il est responsable du massacre dans la Citadelle, rendu fou et convaincu d’agir pour le bien. De retour à la Flèche de Cristal, Death confronte l'Archon, le tue et prend la première clé.
Death arrive ensuite dans les Terres des Démons, frontière de l'ombre décrit comme un reflet sombre de Lumenex. Ce monde lui-même est en train d'être dévoré par la Corruption. Death se dirigea vers la Pierre Noire, forteresse du seigneur démon Samaël. Mais n’y trouva que Lilith, un succube qui a créé les Nephilims (elle se réfère donc à elle-même en tant que mère de Death, ce qu'il nie en colère). Death apprend par Lilith que Samaël est parti, mais qu’il sera en mesure de le rencontrer dans le passé via un portail temporel. Avant son départ, Lilith exhorte Death de suivre son cœur et de ressusciter ses frères quand il sera au Puits des Âmes. Après avoir testé Death dans une bataille féroce, Samaël lui donne la clé des démons en disant que peu importe ce qui arrivera, ce sera un spectacle intéressant.
Avec les deux clés en sa possession, Death revient à l'Arbre de Vie et à son avant-dernière réunion avec le Vieux Corbin, qui lui rappelle ce qui est en jeu : le sort de deux races, l'humanité et les Nephilims. Il prévient aussi que la Corruption a choisi un champion destiné à bloquer les efforts de Death.
Death utilise les clés à la base de l'Arbre, où il est accueilli par Absalom. Le Nephilim se moque de Death en disant que la raison pour laquelle il n'est pas lésé par la Corruption, c'est parce que le Cavalier est déjà noirci par le péché de la trahison. Absalom est défait par Death comme par le passé.
Le Vieux Corbin apparaît alors une dernière fois et explique que Death peut exploiter la puissance du Puits pour restaurer une seule race, mais un sacrifice est nécessaire. Il l’avertit aussi que le choix d'une race condamnera l'autre à jamais. Death fait le choix de sacrifier les âmes des Nephilims, toujours pris au piège dans la cicatrice sur sa poitrine, pour restaurer l'humanité en se jetant dans le Puits.
L’épilogue raconte les derniers instants de la première partie, avec Uriel qui demande si War a l'intention de mener sa campagne seul contre le Conseil Ardent, les Cieux et les Enfers, à laquelle War répond : « Non, pas tout seul ».
Le Septième Sceau brisé annonce l'arrivée des autres Cavaliers : « Et ces Cavaliers seront toujours au nombre de quatre ». Derrière War apparaissent Strife, Fury et… Death.
Dans une scène post-crédits, Lilith est réprimandée par un être caché dans l'ombre (susnommé par Lilith comme « mon prince »), s'indigne que l'humanité ait été restaurée et les Nephilims perdus à jamais. Lilith dit qu'elle attend la punition, mais l'entité répond qu’elle « n’y prendra aucun plaisir cette fois-ci ». L'écran devient noir avec Lilith qui crie à l'agonie.

### Personnages
- Absalom : Premier antagoniste du jeu, il est le premier des Nephilims et donc le frère des Quatre Cavaliers. Lors de son combat contre Death durant la bataille des Nephilims, Le Cavalier tue son frère et au lieu de l'aider il le renie, ainsi naquit la Corruption.
- Alya : Fondatrice forgeronne, elle demande à Death de rallumer la Forge des Fondateurs lors de son séjour dans leur Royaume, c'est la marchande de cette partie du monde, elle est toujours accompagnée de son frère forgeron Valus.
- Archon : Archange, il est le chef des scripts de la Citadelle d'Ivoire et aussi le gardien de la Clef des Anges. C'est lui qui envoie Death sur Terre pour trouver le Bâton d'Arafel (et pour montrer selon lui le carnage laissé par War).
- Argul : Ancien Roi du Royaume des Morts, il est souvent mentionné dans des dialogues. L'une des missions confiée par Thane est d'aller vérifier si Argul est vraiment mort. Il possède aussi son propre DLC Argul's Tomb.
- Achidna : Ancienne reine arachnéenne, elle est exilée dans le Royaume des Morts, où elle vit chez Basileus (elle lui sert de soutien lors du combat de Death contre Basileus).
- Baron des Os : Roi du Royaume des Morts, c'est lui qui demande à Death de ramener sa cour (Trois seigneurs du Royaume des Morts) pour ensuite les tuer. Il offre à Death la séparation des Âmes.
- Basileus: Dernier des Trois Seigneurs, il est le plus dur à vaincre. Selon lui, c'est désormais la Corruption qui dirige le Royaume des Morts. Il vit dans une Terre d'Ombre avec Achidna.
- Bulbenoir : Marchand automate du jeu, il demande à Death de lui rapporter les pierres qui sont éparpillées dans les différents Royaumes.
- Bheithir : Dragon de lave , c'est un des monstres que Thane à charger Death de tuer. Il ressemble de façon singulière à Tiamat du premier Darksiders.
- Le Vieux Corbin : Surnommé également le "Gardien des Secrets" puisqu'il détient de nombreux secrets dont ceux de Death, il meurt tué par ce dernier mais lorsque Death tue le Hurleur dans la Cité des Morts, il revient et le conseille jusque devant le Puits des Âmes.
- Le Chancelier : Il conseille le Baron des Os, selon Draven c'est lui et non le Baron des Os qui gouverne le Royaume des Morts. Lors de sa rencontre avec Death, on peut voir que les personnages ne s'apprécient pas.
- La Corruption : Elle nait à la suite de la mort d'Absalom. Cette entité veut détruire l'Équilibre et remplacer tout par le Néant.
- Death (Michael Wincott) : Personnage principal du jeu, c'est le plus redouté des Quatre Cavaliers et pour clamer l'innocence de son frère War quant à l'Apocalypse, ce dernier cherche le Puits des Âmes afin de restaurer l'Humanité pour innocenter son frère. Pour cela, il devra voyager dans de nombreux royaumes pour obtenir deux Clefs qui permettent l'ouverture de l'Arbre et l'accès au Puits des Âmes, celle des Anges et celle des Démons. À la fin du jeu, Death se sacrifie pour faire revenir L'Humanité.
- Despair : Cheval du Cavalier Pâle, il permet au Cavalier de faire des attaques plus puissantes et mieux réparties. Il sert aussi à se déplacer rapidement sur de grandes distances.
- Dust : Corbeau ancien attaché à Death par le Vieux Corbin, il l'accompagne dans ses missions et est son plus fidèle ami à ce jour. Dans le jeu, il lui montre la voie pour mener ses quêtes à bien.
- Draven : Autrefois guerrier homme, il vit désormais au Trône Eternel en tant que maître d'armes.
- Eideard : Ancien Fondateur, il explique à Death que seul l'Arbre de Vie peut restaurer l'Humanité. C'est aussi lui qui va combattre le Goliath et qui va se sacrifier pour le purifier de la Corruption.
- Jamaerah le Scribe : Ange de la Citadelle d'Ivoire, il possède le don de double vue. Il explique à Death comment l'Archon a été corrompu et comment il a corrompu la Citadelle d'Ivoire.
- Judicator : Second des Trois Seigneurs des Morts, il demande à Death de lui ramener trois âmes errantes avant de lui suivre.
- Lilith : Personnage secondaire de l'histoire, Death la rencontre dans la Pierre Noire où elle lui offre le pouvoir d'Exochrone qui non seulement permet de se téléporter d'un endroit à un autre mais aussi de remonter le temps.
- Muria : Chamane Fondatrice, elle prédit son avenir à Death et lui confectionne un talisman, elle lui demande par la suite d'éliminer Ghorn, un automate de lave défaillant.
- Nathaniel : Archange qui aide Death à se battre contre les anges corrompus lors de son arrivée à Lumenex. Il prétend que Death lui à sauver la vie et que sans lui il serait mort lors de la bataille des Nephilims. Il découvre aussi (avec l'aide de Death) que Abaddon (qu'il croyait mort) est en fait devenu le Destructeur.
- Oran : Automate qui demande à Death de rapporter à lui les parties de son corps qui ont disparu.
- Osthegoth : Marchand d'une race oubliée, il connait beaucoup de choses qu'il partage un peu avec Death. Il peut être trouvé dans le Royaume des Morts ou bien à la Frontière de l'Ombre. C'est lui qui demande à Death de fouiller la tombe d'Argul.
- Phariseer : Premier des Trois Seigneurs des Morts, il se laisse battre sans résistance.
- Samael : Seigneur démon extrêmement puissant, qui va se battre avec Death avant de lui remettre la Clef des démons.
- Sylvesang : Autrefois allié des Fondateurs, corrompu, il se retourne finalement contre eux. C'est l'esprit même de la forêt et celle-ci ayant été corrompue, il en a été de même pour lui. Thane envoie Death le tuer.
- Thane (JB Blanc) : Fondateur Guerrier, il demande à Death de tuer plusieurs créatures qu'il considère comme dangereuses. Il est le maître d'armes du Royaume des Fondateurs. Il est le frère de Ulthane (personnage de Darksiders).
- Uriel : Championne Angélique, Gardienne des Enfers, elle est bloquée sur Terre avec ses troupes car les portes de la Cité Blanche sont fermées. Elle aide Death à trouver les fragments du Bâton d'Arafel lors de son passage sur Terre.
- Valus : Fondateur forgeron, il est toujours accompagné d'Alya, sa sœur.
- Vulgrim (Phil LaMarr) : Personnage présent dans le premier jeu, il vend à Death des armes possédées ou d'élites contre de l'argent et des pièces de passeur. Il demande aussi à Death de retrouver et de lui ramener des pages du Livre des Morts en échange de Clef d'Os qui ouvrent des tombeaux dans tous les Royaumes.

## Système de jeu
(août 2017).
Tour d'horizon des caractéristiques principales.
Caractéristiques physiques
- La Santé (le nombre de points de vie).
- La Force (qui influe sur les dégâts produits par un coup donné).
- La Défense (qui amoindrit les dégâts physiques subits).

Caractéristiques magiques
- Le Courroux (le nombre de points de courroux qui servent à utiliser les compétences).
- La Magie (qui influe sur les dégâts produits par un coup magique).
- La Résistance (qui amoindrit les dégâts magiques subits).
- Caractéristiques liées principalement aux armes (voir ci-après la page dédiée au butin).
- Chances de critique (un pourcentage de probabilité d'obtenir des coups critiques).
- Dégâts critiques (le pourcentage d'augmentation des dégâts en cas de coup critique).
- Chances d'exécution (un pourcentage de probabilité que devienne disponible l'exécution d'un ennemi par pression du bouton B).

Autres caractéristiques
- L'énergie du Cavalier (celle qui remplit la jauge permettant à Death d'activer sa forme du Faucheur).
- Régénération de Santé (la régénération continue et automatique de points de vie).
- Régénération de Courroux (la régénération continue et automatique de points de courroux).

## Autres médias
- Le livre Darksiders: The Abomination Vault (Le Caveau des abominations), qui a été publié le 23 août 2012, est fondé sur les deux jeux Darksiders. Il est écrit par Ari Marmell, vient des éditions Milady, et est rédigé en étroite collaboration avec les studios Vigil et THQ. Le livre est le préquel des deux jeux et raconte une histoire qui permet d'ajouter des détails et des explications à l'histoire d'origine de War, Death et de leur univers.